# Mazarredia brachynota
Mazarredia brachynota är en insektsart som beskrevs av Zheng, Z. 2005. Mazarredia brachynota ingår i släktet Mazarredia och familjen torngräshoppor. Inga underarter finns listade i Catalogue of Life.